# Ідеї європейської єдності до 1945 року
Ця стаття має на меті висвітлити ідеї європейської єдности до 1945 року.

## Рання історія

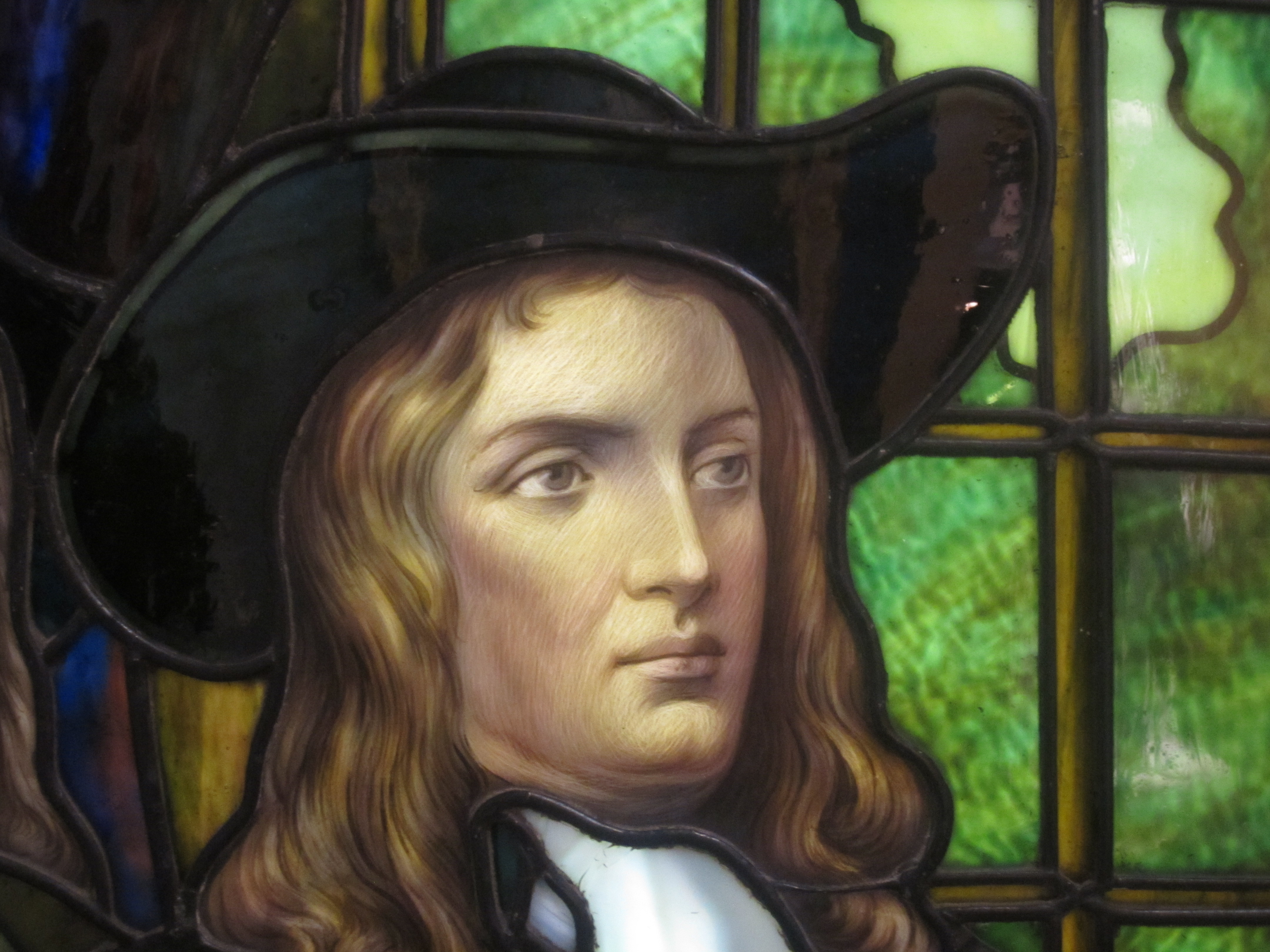
Вільям Пенн, американський колоніст, запропонував Європейському парламенту запобігти війні

" Європа " як культурна сфера вперше використовується під час династії Каролінгів для охоплення Латинської Церкви (на відміну від східного православ'я ). Військові союзи "європейських держав" у середньовічний та ранньомодерний період були спрямовані проти загрози ісламської експансії. Так, унаслідок падіння Константинополя до турків у 1453 р. Георгій Подебради, гуситський цар Богемії, запропонував у 1464 р. Союз європейських, християнських держав проти турків. 
У 1693 р. Вільям Пенн подивився на руйнування війни в Європі і написав "європейський барвник, або парламент", щоб запобігти подальшій війні, не визначаючи додатково, як такий інститут буде вписуватися в політичну реальність тогочасної Європи. 

У 1728 році абат Шарль де Сен-П'єр запропонував створити європейську лігу з 18 суверенних держав із загальною скарбницею, без кордонів та економічним союзом. Після американської війни за незалежність бачення Сполучених Штатів Європи, подібних до Сполучених Штатів Америки, поділяли кілька видатних європейців, зокрема маркіз де Лафайєт і Тадеуш Костюшко.

## XIX століття
Поняття "Європа", що відноситься до Західної Європи або германської Європи, виникає в 19 столітті, протиставляючи Російській імперії, про що свідчить Росія та Європа російського філософа Данилевського.

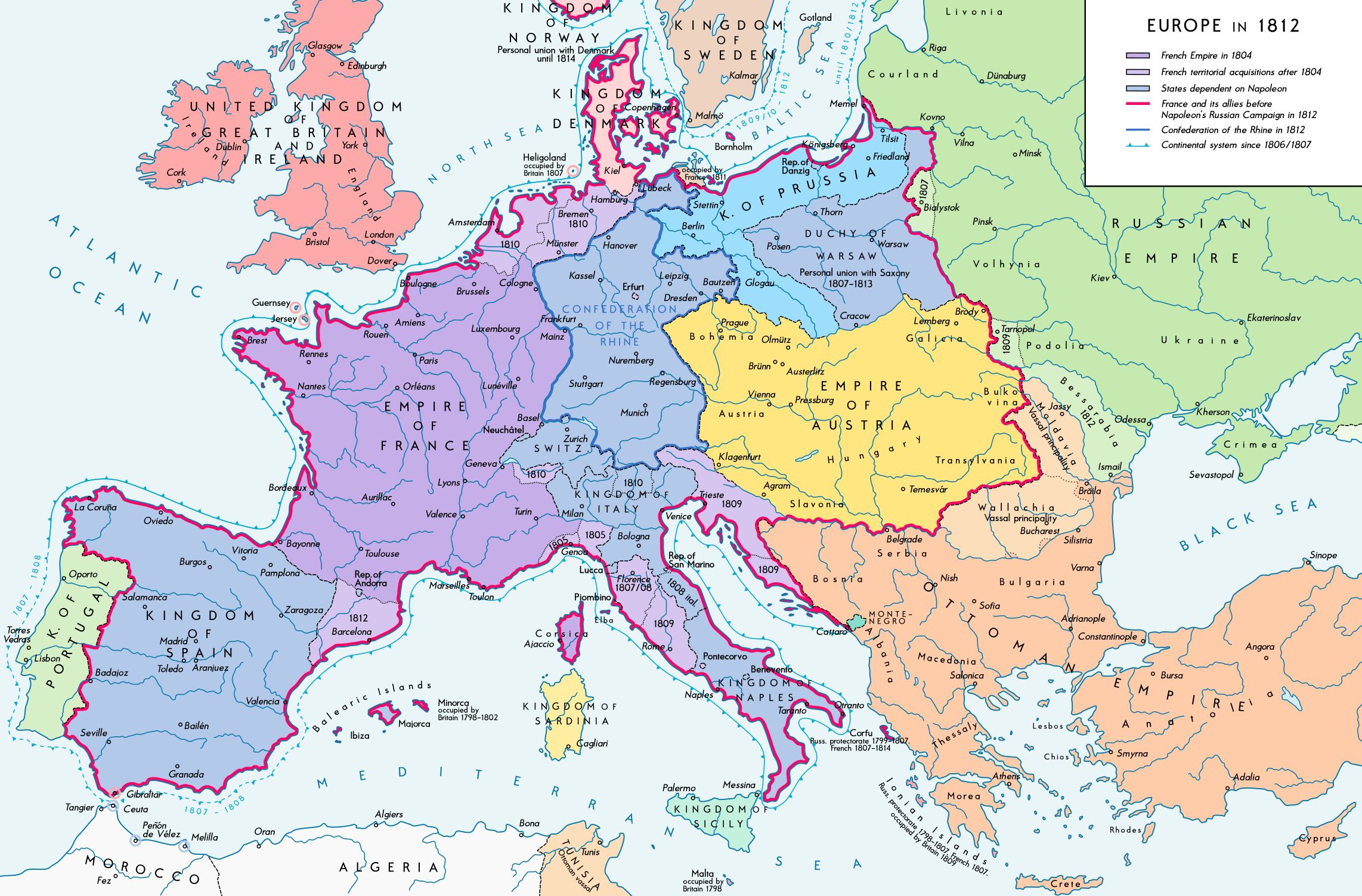
Європа, де домінували французи, в 1812 році

У 1800-х роках митний союз за континентальної системи Наполеона Бонапарта був проголошений в листопаді 1806 року як ембарго на британські товари в інтересах французької гегемонії. Фелікс Маркхем зазначає, що під час розмови про Святу Єлену Наполеон зауважив: "Таким чином Європа, поділена на національності, вільно сформовані та вільні всередині, мир між державами став би простішим: Сполучені Штати Європи стали б можливою". 
Французькі соціалісти Сен-Симон і Огюстен Тьєррі написали б у 1814 р. Есе " De la réorganisation de la société européenne", яке вже створило певну форму парламентської європейської федерації.

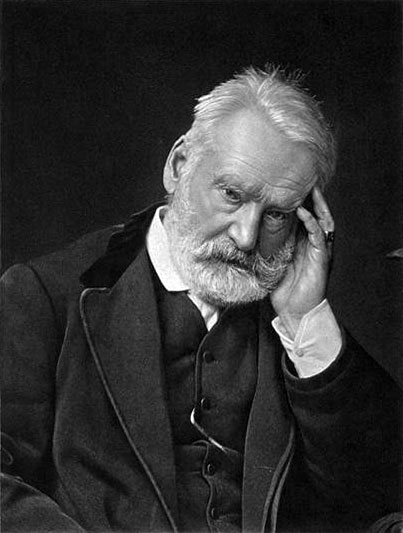
Французький прозаїк Віктор Гюго в 1849 р. Стверджував, що "настане день, коли ми побачимо... Сполучені Штати Америки та Сполучені Штати Європи віч-на-віч, що тягнуться один до одного через моря".

Внаслідок консервативної реакції після поразки Наполеона в 1815 р. Німецька Конфедерація ( нім. Deutscher Bund   ) була створена як вільна асоціація тридцяти восьми суверенних німецьких держав, утворена Віденським конгресом. Наполеон зруйнував Священну Римську імперію та спростив карту Німеччини. У 1834 р. Серед штатів Конфедерації було створено Золлверейн ("митний союз") для створення кращого торгового потоку та зменшення внутрішньої конкуренції. Розширення цього митного союзу могло стати взірцем єдиної Європи, на що натякав Фріц Фішер у "Цілях Німеччини" у Першій світовій війні. Сучасні на той час ідеї геополітики та Міттелевропа також мали вплив на створення інтелектуальних рамок для Європейського Союзу в Німеччині.
Сполучені Штати Європи також називався концепцією, представленою Войцехом Ястшембовським у « Про вічний мир між народами», опублікованій 31 травня 1831 року. Проект складався з 77 статей. Передбачувані Сполучені Штати Європи повинні були бути міжнародною організацією, а не наддержавою. 
Італійський письменник і політик Джузеппе Мацціні закликав створити федерацію європейських республік в 1843 році. Це створило основу для, можливо, найвідомішої ранньої пропозиції про мирне об’єднання шляхом співпраці та рівності членів, висловленої пацифістом Віктором Гюго у 1847 році. Гюго використовував термін Сполучені Штати Європи ( фр. États-Unis d'Europe   ) під час виступу на Міжнародному конгресі миру, організованому Мацціні, що відбувся в Парижі в 1849 році. Гюго висловився за створення "верховного, суверенного сенату, який стане для Європи тим, що парламент для Англії", і сказав: "Настане день, коли всі держави на нашому континенті утворять європейське братство... Прийде день, коли ми побачимо... Сполучені Штати Америки та Сполучені Штати Європи віч-на-віч, тягнучись один до одного через моря". Однак його засміяли з зали, але в 1851 році він знову повернувся до своєї ідеї. Віктор Гюго посадив дерево на території своєї резиденції на острові Гернсі. Він зазначив, що, коли це дерево дозріє, Сполучені Штати Європи могли б виникнути. Це дерево донині все ще щасливо росте в садах Мезон де Вертель, Сент-Пітер Порт, Гернсі, резиденція Віктора Гюго під час його вигнання з Франції.
Італійський філософ Карло Каттанео писав: "Океан бурхливий і кружляє, і течії йдуть до двох можливих закінчень: самодержець або Сполучені Штати Європи". У 1867 р. Джузеппе Гарібальді та Джон Стюарт Мілл приєдналися до Віктора Гюго на конгресі Ліги миру та свободи в Женеві. Тут анархіст Михайло Бакунін заявив, що "для досягнення тріумфу свободи, справедливості та миру в міжнародних відносинах Європи та унеможливлення громадянської війни серед різних народів, що становлять європейську сім'ю, відкритим є лише єдиний курс : створити Сполучені Штати Європи". Французька національна асамблея також закликала до Сполучених Штатів Європи 1 березня 1871 року.
У рамках 19 ст. занепокоєння щодо хворобливої Європи та загрози, яку представляє Махді, польський письменник, оригінальний внесок Теодора де Корвіна Шимановського полягав у тому, щоб зосередити увагу не на націоналізмі, суверенітеті та федерації, а головним чином на економіці, статистиці, монетарній політиці та парламентській реформі. Його " L'Avenir économique, politique et social en Europe - майбутнє Європи в економічному, політичному та соціальному плані" - опубліковане в Парижі в 1885 р.  фактично було проектом єдиної Європи з митним союзом, центральним статистичним офіс, центральний банк і єдина валюта.

## Між світовими війнами

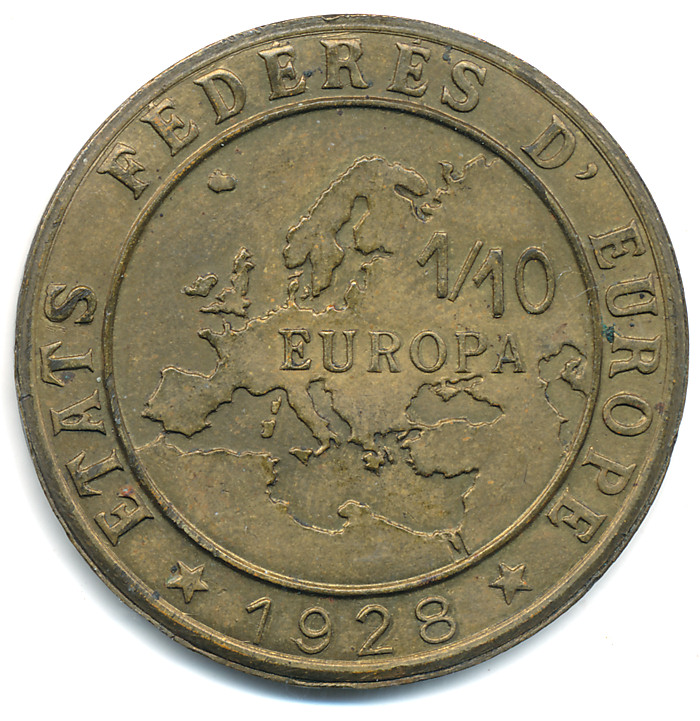
У 1928 році Європа монети гіпотетичного «Федеральні Штати Європи» (États fédérés d'Europe)

Після катастрофи Першої світової війни мислителі та провидці з ряду політичних традицій знову почали висувати ідею політично єдиної Європи. На початку 1920-х років було засновано (або відновлено) цілу низку міжнародних організацій, щоб допомогти однодумцям політичним партіям координувати свою діяльність. Вони варіювались від Комінтерну (1919), до Трудового та Соціалістичного Інтернаціоналу (1921) до Радикальної і Демократичної Антанти лівоцентристських прогресивних партій (1924), до Зеленого Інтернаціоналу фермерських партій (1923), до центральної право Міжнародний секретаріат демократичних партій, натхненних християнством (1925). Хоча повноваження цих міжнародних організацій були глобальними, переважання політичних партій з Європи означало, що вони сприяли взаємодії між прихильниками даної ідеології через європейські кордони. В рамках кожної політичної традиції з'явилися голоси, які виступають не просто за співпрацю різних національних партій, а за прагнення політичних інституцій на європейському рівні.
З консервативним баченням Європи, австрійський граф Ріхард фон Куденгове-Калергі заснував рух «Пан-Європа» у 1923 році, приймаючи Перший Паневропійський конгрес у Відні в 1926 році, який на момент аварії на Уолл-стріт містив 8000 членів. Мета полягала в особливо християнській і, мабуть, католицькій Європі. Британський державний службовець і майбутній Консервативна міністр Артур Salter опублікував книгу, що захищає Сполучені Штати Європи в 1933 році.
На противагу цьому радянський комісар (міністр) Леон Троцький підняв гасло "За радянські Сполучені Штати Європи" в 1923 році, виступаючи за Європу, об'єднану за комуністичними принципами.
Серед ліберально-демократичних партій французький лівий центр виступив з кількома ініціативами щодо об'єднання партій-однодумців з європейських держав. У 1927 році французький політик Еміль Борель, лідер лівоцентристської Радикальної партії та засновник Радикального Інтернаціоналу, створив французький Комітет європейського співробітництва, а ще двадцять країн створили еквівалентні комітети. Однак він залишався елітним підприємством: найбільший комітет, французький, мав менше шестисот членів, дві третини з яких були парламентаріями.  Два лівоцентристські прем'єр-міністри Франції пішли далі. У 1929 р. Арістід Бріан виступив з промовою у присутності Асамблеї Ліги Націй, в якій запропонував ідею федерації європейських держав, заснованої на солідарності та на шляху економічного процвітання та політичного та соціального співробітництва. У 1930 році на прохання Ліги Бріан представив Меморандум про організацію системи Європейського федерального союзу. Наступного року майбутній прем'єр-міністр Франції Едуар Еріо опублікував свою книгу "Сполучені Штати Європи". Дійсно, шаблон для такої системи вже існував, у формі митного та валютного союзу Бельгії та Люксембургу 1921 року.
Підтримку пропозицій французького лівоцентриста підтримав ряд престижних діячів. Багато видатних економістів, усвідомлюючи, що економічна гонка до низу між державами створює дедалі більшу нестабільність, підтримали думку: до них належав Джон Мейнард Кейнс. Французький політолог і економіст Бертран Жувенель згадав поширені настрої після 1924 року, які закликали "до гармонізації національних інтересів у напрямку Європейського Союзу з метою загального процвітання".  Іспанський філософ і політик Ортега-і-Гассет висловив позицію, яку поділяють багато в рамках республіканської Іспанії : "Європейська єдність - це не фантазія, а сама реальність; а фантазія - якраз навпаки: переконання, що Франція, Німеччина, Італія чи Іспанія є сутнісні та незалежні реалії "  Елефтеріос Венізелос, прем'єр-міністр Греції, висловив підтримку свого уряду в промові 1929 року, сказавши, що " Сполучені Штати Європи представлятимуть, навіть без Росії, силу, достатньо сильну для просування, до задовільного рівня, процвітання інших країн". континенти також". 
Між двома світовими війнами польський державний діяч Юзеф Пілсудський передбачав ідею європейської федерації, яку він назвав Międzymorze ("Міжмор'я" або "Між морями"), відоме в англійській мові як Intermarum, що було польсько орієнтованою версією Mitteleuropa.
Велика депресія, піднесення фашизму та комунізму, а потім і Друга світова війна завадили міжвоєнним рухам отримати подальшу підтримку: між 1933 і 1936 рр. Більшість демократій, що залишилися в Європі, стали диктатурами, і навіть Іспанія Ортеги та Греція Венізелоса були занурені в цивільну війни. Але хоча прихильники європейської єдності, будь то соціал-демократична, ліберальна чи християнсько-демократична, були поза силою протягом 1930-х років і не мали можливості реалізувати свої ідеї на практиці, багато хто опинився б у владі в 1940-х і 1950-х роках, і краще - змогли ввести в дію свої попередні засоби проти економічної та політичної кризи.

## Вплив Другої світової війни
У Великій Британії група, відома як Федеральний союз, була створена в листопаді 1938 р. І почала виступати за Федеративний союз Європи як післявоєнну мету. Його документи та аргументи стали добре відомими серед опірників фашизму по всій Європі та сприяли їхній думці про те, як відбудувати Європу після війни.
Серед тих, хто раніше виступав за союз європейських держав, був прем'єр-міністр Угорщини Пал Телекі. Наприкінці Першої світової війни в Тріанонському договорі 1920 р. Угорщина втратила понад дві третини своєї території. На початку 1941 року під час Другої світової війни він прагнув зберегти Угорщину автономною. Внутрішньо він намагався задовольнити національну гордість, яка вимагала відновлення втрачених територій, яку Німеччина підтримала Першою Віденською премією 1938 року та Другою Віденською премією 1940 року. Зовні він прагнув зберегти військову та економічну незалежність своєї країни в умовах примусового тиску Німеччини на приєднання до їх вторгнення в Югославію. У книзі Трансільванія. The Land Beyond the Forest Луїс К. Корніш   описав, як Телекі під постійним наглядом німецького гестапо протягом 1941 року надсилав секретне повідомлення контактам в Америці. 
Журналістка Дороті Томпсон у 1941 році підтримала висловлювання інших. "Я взяв з кабінету графа Телекі монографію, яку він написав про структуру європейських націй. Видатний географ, він розробляв план регіональної федерації на основі географічних та економічних реалій". Телекі не отримав відповіді від американців на його ідеї, і коли німецькі війська рухались через Угорщину 2–3 квітня 1941 р. Під час вторгнення в Югославію, він покінчив життя самогубством.
У 1943 році німецькі міністри Йоахім фон Ріббентроп та Сесіль фон Рентхе-Фінк врешті-решт запропонували створити " європейську конфедерацію " як частину Нового порядку на континенті. Пропозиція, яка залучила незначну підтримку з боку нацистського керівництва, мала б єдину валюту, центральний банк у Берліні, регіональний принцип, трудову політику та економічні та торгові угоди, але залишила б усі держави чітко підпорядкованими нацистській Німеччині.  Запропонованими для включення країнами були Німеччина, Італія, Франція, Данія, Норвегія, Фінляндія, Словаччина, Угорщина, Болгарія, Румунія, Хорватія, Сербія, Греція та Іспанія. Сподівались, що така очолювана Німеччиною Європа послужить сильною альтернативою Комуністичному Радянському Союзу та США.  Варто зазначити, що країни Бенілюксу не включені до переліку запропонованих країн, оскільки їх майбутня інтеграція до німецького рейху вже була вирішена.

Пізніше міністр закордонних справ Артур Сейс-Інкварт сказав: "Нова Європа солідарності та співробітництва між усіма її людьми швидко зростатиме, коли національні економічні кордони будуть ліквідовані", тоді як міністр Франції у Віші Жак Бенуа-Мешен заявив, що Франція "відмовитись від націоналізму і пройти в європейському співтоваристві з честю". Ці загальноєвропейські ілюзії на початку 1940-х років так і не були реалізовані через поразку Німеччини. Ні Гітлер, ні багато його провідні ієрархи, такі як Геббельс, не мали найменшого наміру скомпрометувати абсолютну німецьку гегемонію шляхом створення європейської конфедерації. Хоча цей факт був використаний для натякання на звинувачення у фашизмі в ЄС, ідея набагато старша за нацистів, передбачена Джоном Мейнардом Кейнсом, а згодом Вінстоном Черчіллем та різними антинацистськими рухами опору. 
Брошура "Aufruf an alle Deutsche!" Від Білої Троянди, січень 1943 року
Однією з найвпливовіших фігур у цьому процесі був Альтьєро Спінеллі  автор Вентотенського маніфесту під назвою "Назустріч вільній та єдиній Європі", який незаконно вивіз із табору для інтернованих - острова Вентотене - ще в 1941 році, задовго до цього результат війни був безпечно передбачуваним і широко циркулював у рухах опору. Спінеллі, Урсула Гіршманн, Колорні, Россі та ще близько 20 осіб  створили, як тільки вони змогли залишити свій табір інтернованих, Movimento Federalista Europeo (MFE). Засновницька нарада, яка таємно відбулася в Мілані 27/28 серпня 1943 р., Прийняла "політичну тезу", в якій, серед іншого, було зазначено: "якщо буде встановлено повоєнний порядок, в якому кожна держава зберігає свій повний національний суверенітет, то Третя світова війна все ще існувала б навіть після того, як спроба нацистів встановити панування німецької раси в Європі була розчарована".
У 1943 році Жан Моне, член Комітету національного визволення вільного французького уряду в еміграції в Алжирі, якого багато хто розглядав як майбутнього архітектора європейської єдності, заявляє, що заявив комітету: "Миру в Європі не буде, якщо держави відбудовуються на основі національного суверенітету... Країни Європи занадто малі, щоб гарантувати своїм народам необхідний добробут та соціальний розвиток. Європейські держави повинні конституюватися у федерацію... "

## Подальше читання
- Дедман, Мартін. Витоки та розвиток Європейського Союзу 1945-1995 рр.: історія європейської інтеграції (Routledge, 2006).
- Де Фріз, Кетрін Е. "Не згадуйте війну! Пам'ять про Другу світову війну та підтримка європейського співробітництва". JCMS: Journal of Common Market Studies (2019).
- Дінан, Десмонд. Перероблена Європа: історія Європейського Союзу (2-е вид. Палгрейв Макміллан), уривок [Архівовано 8 березня 2021 у Wayback Machine.] 2004 р.
- Хойзер, Беатріче. Брекзит в історії: суверенітет чи Європейський Союз? (2019) уривок також дивіться онлайн-огляд [Архівовано 11 квітня 2021 у Wayback Machine.]
- Кайзер, Вольфрам та Антоніо Варсорі, ред. Історія Європейського Союзу: теми та дискусії (Springer, 2010).
- Патель, Кіран Клаус та Вольфрам Кайзер. "Наступність та зміни у європейській співпраці протягом ХХ століття". Сучасна європейська історія 27.2 (2018): 165-182. онлайн [Архівовано 2 вересня 2021 у Wayback Machine.]
- Pasture, Patrick (2015). Imagining European unity since 1000 AD. New York: Palgrave Macmillan. ISBN 9781137480460.
- Stirk, P.M.R., ред. (1989). European Unity in Context: The Interwar Period (вид. 1st). London: Pinter Publishers. ISBN 9780861879878.
- Smith, M.L.; Stirk, P.M.R., ред. (1990). Making The New Europe: European Unity and the Second World War (вид. 1st UK). London: Pinter Publishers. ISBN 0-86187-777-2.